# Włodzimierz Marszewski
Włodzimierz Marszewski, ps. Gorczyca, Graba, Wacław Grabowski h. Jastrzębiec (ur. 19 stycznia 1891 w Warszawie, zm. 10 marca 1948 tamże) – kapitan piechoty Wojska Polskiego, polityk obozu narodowego, działacz związków zawodowych, publicysta i wydawca, członek NOW, NSZ-AK oraz p.o. Komendanta Głównego NZW.

## Młodość i I wojna światowa
Pochodził z rodziny ziemiańskiej. Był synem Stanisława Marszewskiego i Ksawery z domu Ślewińska. Studiował w Wyższej Szkole Handlowej w Lipsku. Po wybuchu I wojny światowej został powołany do armii rosyjskiej. Kiedy rozpoczęła się w Rosji w 1917 roku rewolucja bolszewicka, przedostał się do Armii Polskiej we Francji gen. Józefa Hallera. Związał się tam z czołowymi działaczami Komitetu Narodowego Polskiego. Z rekomendacji Romana Dmowskiego, przywódcy KNP, został adiutantem i sekretarzem Mariana Seydy. Uczestniczył w misji dyplomatycznej do USA, gdzie prowadzono akcję werbunkową do polskiego wojska we Francji. Po powrocie dostał awans do stopnia kapitana i objął funkcję szefa sekcji w Biurze 2 (wywiad) sztabu Armii Polskiej we Francji.

## Okres międzywojenny
W 1919 roku mianowano go drugim attaché wojskowym przy gen. ppor. mar. Zygmuncie Brynku, kierowniku Wydziału Wojskowego w ambasadzie w Waszyngtonie. Po wybuchu wojny polsko-bolszewickiej powrócił do Polski i otrzymał przydział do Wydziału Zagranicznego Oddziału II Naczelnego Dowództwa WP. Po zakończeniu działań wojennych został przeniesiony do rezerwy w stopniu kapitana ze starszeństwem z dniem 1 czerwca 1919 roku z przydziałem do 36 pułku piechoty Legii Akademickiej w Warszawie (w 1934 r. zajmował 265 lokatę w korpusie oficerów rezerwy piechoty).
Zaangażował się w działalność społeczną i polityczną związaną z obozem narodowym. Pracował m.in. w Wydziale Prasowym Rady Naczelnej Organizacji Ziemiańskich. Został czołowym działaczem Zjednoczenia Zawodowego „Praca Polska”, które było ideowo powiązane z endecją. Współuczestniczył w opracowaniu ich programu. W latach 1926–1930 wydawał tygodnik „Głos Pracy” – organ prasowy tych związków. Jednocześnie był działaczem Obozu Wielkiej Polski i Stronnictwa Narodowego. Pośredniczył w kontaktach polityków narodowych z gen. Władysławem Sikorskim i Wincentym Witosem oraz przywódcami zdelegalizowanego Obozu Radykalno-Narodowego. W lutym 1936 roku brał udział w Palkovicach w Czechosłowacji w naradach opozycyjnego wobec władzy sanacyjnej Frontu Morges.

## Kampania wrześniowa i konspiracja
W sierpniu 1939 roku został zmobilizowany do WP. Ze względu na znajomość kilku obcych języków otrzymał przydział do Biura Cenzury Naczelnego Dowództwa WP. Następnie ewakuował się wraz z grupą oficerów Sztabu Naczelnego Wodza do Rumunii, a stamtąd przedostał się do Francji. Z polecenia nowego Naczelnego Wodza gen. W. Sikorskiego jako jego polityczny emisariusz udał się w listopadzie 1939 roku do okupowanej Polski.
W kraju związał się z konspiracją SN; współuczestniczył w pewnym stopniu przy tworzeniu Organizacji Wojskowej Stronnictwa Narodowego, późniejszej NOW. Był także jednym z organizatorów podziemnej organizacji „Uprawa” („Tarcza”), wywodzącej się ze środowisk ziemiańskich i będącej zapleczem materialnym ZWZ-AK. O jego dalszej roli w konspiracji niewiele wiadomo. Prawdopodobnie był głęboko zaangażowany w wywiadzie politycznym podziemia narodowego. Pośredniczył też w kontaktach między NOW i NSZ oraz SN i AK. Od 1 lipca 1944 sprawował funkcję szefa komórki wywiadu i kontrwywiadu w Komendzie Głównej NSZ-AK. W momencie wybuchu powstania warszawskiego przebywał na Ochocie. Nie wiadomo, jaką rolę odgrywał podczas walk. Po kapitulacji opuścił Warszawę wraz z ludnością cywilną i zbiegł z transportu do obozu przejściowego w Pruszkowie. Nawiązał kontakty z działaczami narodowymi, którzy schronili się w podwarszawskich miejscowościach, jak Milanówek, Podkowa Leśna, Grodzisk Mazowiecki.

## Konspiracja antykomunistyczna

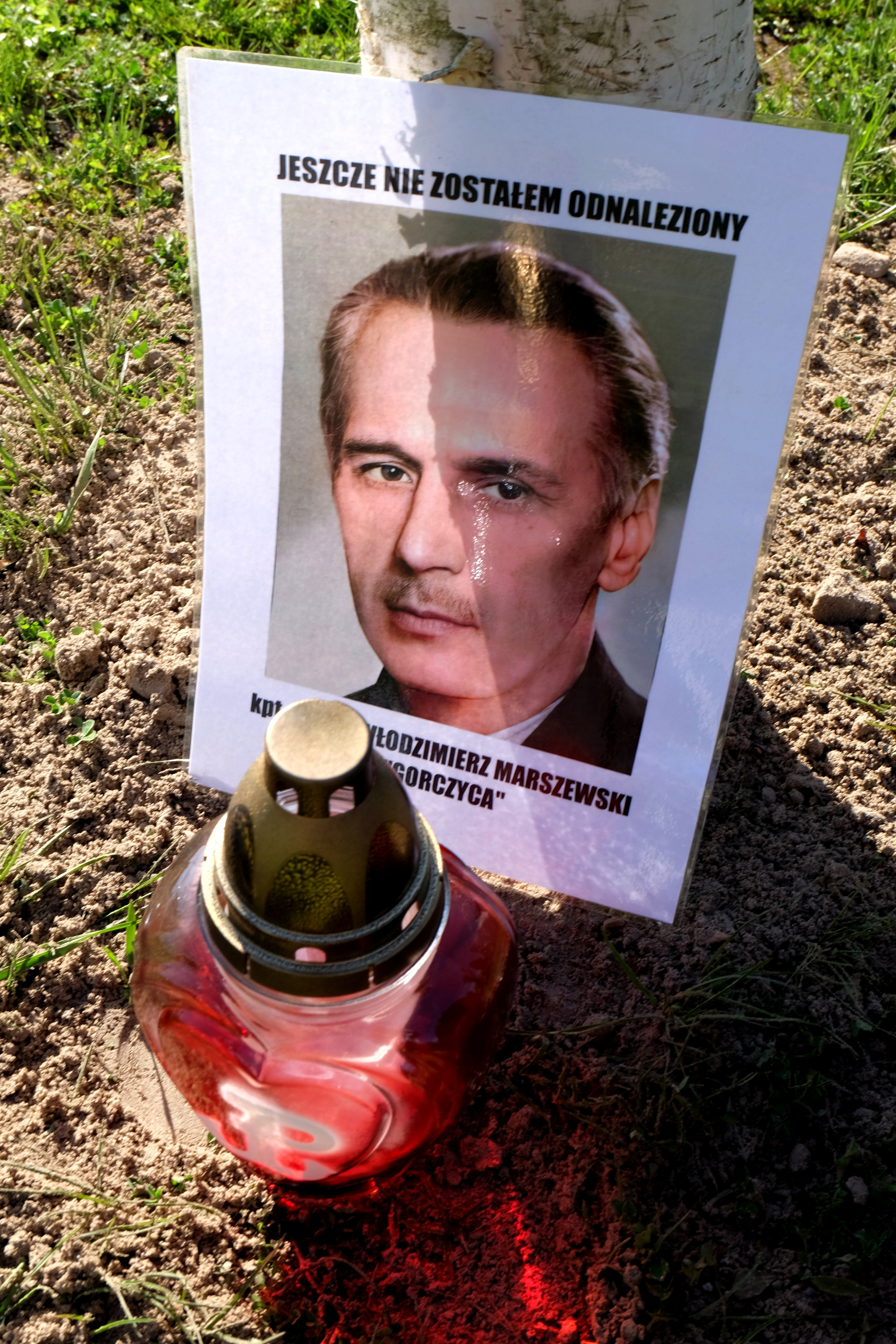
Zdjęcie przy symbolicznym grobie Włodzimierza Marszewskiego w Kwaterze Ł na Cmentarzu Wojskowym na Powązkach w Warszawie

W listopadzie 1944 roku uczestniczył w naradzie przedstawicieli SN, NOW-AK i NSZ-AK, podczas której wszedł w skład najwyższych władz SN oraz komisji wojskowej, przygotowującej powstanie Narodowego Zjednoczenia Wojskowego. W marcu 1945 roku stanął na czele Wydziału Wojskowego SN, a po formalnym ukonstytuowaniu Komendy Głównej NZW objął kierownictwo II Oddziału. Od jesieni 1945 roku był szefem odtwarzanej przez SN Delegatury Rządu. Jednocześnie kierował Wydziałem Politycznym Zarządu Głównego SN. W listopadzie tego roku został mianowany p.o. Komendanta Głównego NZW; sprawował to stanowisko do marca 1946 roku. W warunkach nowej okupacji opowiadał się za współpracą różnych środowisk konspiracyjnych. W tym celu współuczestniczył w utworzeniu Komitetu Porozumiewawczego Organizacji Demokratycznych Polski Podziemnej, stanowiącego platformę polityczną owego współdziałania. Był autorem słynnego memoriału KPODPP skierowanego do Rady Bezpieczeństwa Organizacji Narodów Zjednoczonych dotyczącego sytuacji Polski pod okupacją sowiecką. Jego kopie przekazał też osobiście ambasadorom USA i Wielkiej Brytanii. Od września 1946 roku był prezesem KPODPP. Utrzymywał również silne kontakty z wysokimi dostojnikami kościelnymi, m.in. prymasem Polski kardynałem Augustem Hlondem, czy biskupem kieleckim Czesławem Kaczmarkiem, licząc na włączenie środowisk katolickich do pracy KPODPP. Jednakże 7 stycznia 1947 został aresztowany przez UB. Po brutalnym śledztwie 27 grudnia 1947 Wojskowy Sąd Rejonowy w Warszawie skazał go na karę śmierci. 4 lutego 1948 roku Najwyższy Sąd Wojskowy utrzymał ją w mocy. Został stracony 10 marca 1948 roku w więzieniu mokotowskim. Grób symboliczny znajduje się na Cmentarzu Wojskowym na Powązkach w Warszawie w Kwaterze „Na Łączce”.

## Ordery
- W czasie I wojny światowej odznaczony przez Rosjan za odwagę na polu bitwy Krzyżem św. Jerzego[1].
- 11 listopada 2006 odznaczony pośmiertnie Krzyżem Oficerskim Orderu Odrodzenia Polski, „za wybitne zasługi dla niepodległości Rzeczypospolitej Polskiej, za działalność na rzecz przemian demokratycznych w kraju, za upowszechnianie wiedzy o dziejach Narodu Polskiego”[2][3].